# 筑摩县
筑摩县（日语：〔〕／ Chikuma-ken */?）设立于1871年（明治4年），管辖原飛驒国和信浓国中南部。对应现在的长野县中信和南信地区、岐阜县飛驒地区和中津川市的一部分。1876年废止，原筑摩县管辖范围并入长野县及歧阜县。

## 概述
1871年（明治4年），在第一次府县合并中，合并原信浓国、飞騨国六县而诞生。此时筑摩县的范围包含了今爱知县的信浓国部分地区。1876年，筑摩县的原信浓国部分并入长野县，飞騨国部分并入岐阜县，筑摩县也随之废止。
- 1871年（明治4年） 11月20日- 信浓县伊那县、高岛县、高远县、饭田县、松本县、飞騨县高山县进行了第一次府县合并，飞騨国和信浓国中南部地区设置筑摩县。县厅设在千曲郡松本市松本城（现长野县松本市丸之内）。在饭田城和高山阵屋设立了分厅。
- 1872年 （明治5年） 实行了学制。
- 1873年（明治6年）县内设置了30个大区和199个小区。
- 1876年（明治9年） 6月19日-千曲县厅发生火灾，导致筑摩县厅被烧毁。[1]
- 1876年（明治9年） 8月21日- 在第二次府县合并中，信浓国与长野县合并[1] ，飞騨国与岐阜县合并，原筑摩县也随之废除。

## 历任知事
- 1871年11月20日（明治4年） - 1873年3月9日（明治6）：参事永山胜辉（前伊那县参事，前薩摩藩属下）
- 1873年3月9日（明治6年） -1875年11月7日（明治8年）：权令，永山胜辉（原筑摩县参事）
- 1874年3月22日（明治7年）-1876年8月21日（明治9年）：参赞高木惟矩（原筑摩县权参事，前福井藩家臣）

## 相关项目
- 高山县
- 长野县
- 岐阜县
- 中信地方
- 南信地方